# Rolf Peil
Rolf Peil (* 2. Januar 1948) ist ein deutscher Basketballtrainer.

## Laufbahn
Peil war Trainer der weiblichen Basketball-Landesauswahl Bremens und Jugendtrainer beim OSC Bremerhaven. 1975 führte er die weibliche A-Jugend des OSC zum dritten Platz bei den deutschen Meisterschaften, im selben Jahr errang die Bremer Landesauswahl beim Turnier der bundesdeutschen Landesverbände den zweiten Rang.
1980 stieg die Herrenmannschaft des Vegesacker TV unter Peil als Trainer in die 2. Basketball-Bundesliga auf, 1985 führte er die Herren des Oldenburger TB zum Aufstieg in die Basketball-Bundesliga, wo er die Mannschaft dann in der Saison 1985/86 ebenfalls als Cheftrainer betreute. Im Spieljahr 1992/93 schlossen die Männer des TK Hannover unter Peils Führung die 2. Bundesliga Nord als Tabellenzweiter ab, danach war er Trainer der Damen der BTS Neustadt, mit denen er ebenfalls in der 2. Bundesliga in der Spitzengruppe mitmischte. Danach übernahm Peil das Traineramt bei den BTS-Herren, die in einem Zeitraum von fünf Jahren von der Verbandsliga in die erste Regionalliga aufstiegen.
Nach seinem Abschied von der BTS im Jahr 2002 war er für den Bremer Basketballverband als Trainer tätig, zudem engagierte er sich als Trainer bei Camps. Bereits 1989 gehörte Peil erstmals bei einer Veranstaltung des Anbieters Hoop-Camps e.V. zum Trainerstab. In der Saison 2004/05 war Peil wieder bei der BTS Neustadt tätig und trainierte die Herrenmannschaft in der Oberliga, im Vorfeld des Spieljahres 2005/06 trat er das Traineramt beim Zweitligisten Bremen Roosters an, zu Beginn des Jahres 2006 kam es nach einer Niederlagenserie zur Trennung.
2010 kehrte Peil, der beruflich als Lehrer tätig war, zur BTS Neustadt zurück und übernahm das Traineramt bei den BTS-Damen (Bezirksoberliga) sowie Aufgaben in der Jugendarbeit. Am Ende der Saison 2010/11 beendete er sein Engagement als Trainer der BTS-Damen.
2015 trat er den Trainerposten bei der Herrenmannschaft des TuS Huchting an, um einen Neuaufbau in der Kreisliga anzuleiten.
Später wurde er Trainer in der Jugendabteilung des FTSV Jahn Brinkum.